# Borna Ćorić
Borna Ćorić, né le 14 novembre 1996 à Zagreb, est un joueur de tennis croate.
Il a remporté le tournoi junior de l'US Open 2013.

## Carrière

### Parcours junior et début prometteur professionnel

#### 2013-2014 - L'éclosion
En 2013, Borna Ćorić remporte son premier tournoi Future à Bournemouth en avril après être sorti des qualifications. En août, il remporte deux tournois Future à Izmir en Turquie.
Il remporte ensuite le tournoi junior de l'US Open 2013 à 16 ans, alors qu'il était tête de série no 4, battant en finale l'Australien Thanasi Kokkinakis (3-6, 6-3, 6-1).
En septembre, il fait partie de l'équipe de Croatie de Coupe Davis lors des matchs de barrage face à la Grande-Bretagne. Il s'incline lors du premier match face à Andy Murray et son équipe perd la rencontre 1-4.
En 2014, il participe à nouveau à la Coupe Davis avec la Croatie, dans le groupe européen. Il joue contre Jerzy Janowicz, 21e mondial, et s'impose en 5 sets (2-6, 6-2, 7-5, 5-7, 6-4), ce qui permet à son équipe de remporter la rencontre. En juillet, il remporte son premier match en tournoi ATP à l'Open de Croatie Umag face à Édouard Roger-Vasselin, 46e mondial.
En septembre, il remporte son premier tournoi Challenger à Izmir en s'imposant en finale face à Malek Jaziri et monte à la 140e place mondiale.
En octobre, au tournoi de Bâle où il bénéficie d'une wild card, il fait sensation en éliminant au premier tour Ernests Gulbis, 13e mondial, en deux sets (7-62, 6-3). Au deuxième tour, il s'impose face à Andrey Golubev, de nouveau en deux sets (6-4, 6-4). En quart de finale, il réalise l'exploit de battre l'ancien no 1 mondial Rafael Nadal en 2 sets (6-2, 7-64). Au tour suivant, il est éliminé par le joueur belge en forme David Goffin en 3 sets (4-6, 6-3, 3-6). Grâce à ce beau parcours, il gagne 31 places au classement ATP et intègre ainsi pour la première fois de sa jeune carrière le top 100 (93e mondial).
Aux ATP World Tour Awards 2014, il reçoit le trophée de la révélation de l'année.

#### 2015 - La continuité
En février, il intègre le tableau principal de l'ATP 500 de Dubaï en tant que lucky loser grâce au forfait de l'Allemand Philipp Kohlschreiber. Au premier tour, il élimine le Tunisien Malek Jaziri en 3 sets (5-7, 6-3, 6-3). Au deuxième tour, il profite de l'abandon de Márcos Baghdatís dans le tie-break du troisième set (6-4, 3-6, 6-6 ab.). En quart de finale, il crée la sensation en battant sèchement le Britannique Andy Murray, 3e mondial (6-1, 6-3). À 18 ans, il s'agit de sa deuxième victoire sur un membre du top 5 après Rafael Nadal à Bâle en octobre 2014. Il est ensuite éliminé aux portes de la finale par le numéro deux mondial et futur vainqueur du tournoi, Roger Federer (2-6, 1-6). Cette performance lui permettra de gagner un nombre important de places au classement ATP (23 pour être exact) pour atteindre la 60e place mondiale.
Au Masters d'Indian Wells, il intègre le tableau principal d'un Masters 1000 en tant que qualifié pour la première fois de sa carrière. Il remporte son premier match contre l'Autrichien Andreas Haider-Maurer (6-4, 6-4) mais perd contre l'Australien Bernard Tomic en deux sets. Grâce à ce parcours, il améliore son classement d'une place (59e mondial). À Miami, il intègre le tableau principal et affronte au premier tour une nouvelle fois Andreas Haider-Maurer qu'il bat plus difficilement (1-6, 6-3, 7-63) mais perd au tour suivant contre le Belge David Goffin (0-6, 4-6).
Sorti dès le premier tour du Masters 1000 de Monte-Carlo par Alexandr Dolgopolov (5-7, 7-5, 2-6), il réoriente sa préparation pour Roland-Garros dans des tournois plus mineurs. Le 25 mai, il intègre pour la première fois de sa carrière le top 50 en devenant le 46e joueur mondial. À Roland-Garros, il se qualifie pour la première fois au troisième tour, en éliminant Sam Querrey en quatre sets et surtout le terrien Espagnol Tommy Robredo (7-5, 3-6, 6-2, 4-6, 6-4), mais perd sèchement au tour suivant (2-6, 1-6, 4-6) face à Jack Sock.
En septembre, il remporte un deuxième tournoi Challenger à Barranquilla.

### Premières finales, premiers titres et progression

#### 2016 - Deux premières finales ATP
Pour son premier tournoi de l'année, il débute à Chennai en tant que tête de série no 8. Il bat d'abord au premier tour Marcel Granollers (7-65, 2-6, 6-4) en trois manches, puis Austin Krajicek (6-2, 7-5) et ensuite dans un match tendu Roberto Bautista-Agut, tête de série no 4, en quart de finale (3-6, 6-4, 7-61). En demi-finale, il affronte le 45e mondial Aljaž Bedene, dans un match serré et fermé dans les deux premiers sets et finalement libérateur pour le jeune Croate qui remporte le match (7-65, 65-7, 6-3) au bout de trois heures d'un combat acharné. Il se qualifie du coup pour la première finale ATP de sa carrière où il affronte le Suisse Stanislas Wawrinka, 4e mondial, qui a été intraitable tout le long de la semaine. Il perd en deux manches (3-6, 5-7) non sans avoir opposé de la résistance dans la dernière manche.
Après des défaites prématurées, il arrive au tournoi de Marrakech début avril, en tant que tête de série no 3. Exempté de premier tour, il bénéficie du forfait de l'Italien Simone Bolelli, puis en quart bat difficilement (66-7, 6-3, 6-4) le Français Paul-Henri Mathieu, puis en demi-finale, vient à bout de Jiří Veselý (7-65, 7-65) dans un match accroché, qui lui permet de se qualifier pour sa deuxième finale de la saison. Il est vaincu à nouveau en deux sets (2-6, 4-6) par le terrien Federico Delbonis.
En août au Masters 1000 de Cincinnati, il écarte en trois manches (1-6, 6-3, 6-4) le Français Benoît Paire, avant de sortir un super match en près de deux heures et demie (7-62, 4-6, 7-66) contre le 16e mondial Nick Kyrgios, où il écarte une balle de match dans l'ultime manche. Il bat ensuite Rafael Nadal, 5e mondial, (6-1, 6-3) en 1 h 12 et se qualifie pour les quarts de finale, son meilleur parcours en Masters 1000. Il abandonne ensuite au tour suivant contre son compatriote Marin Čilić après la perte du premier set et qui sera le futur lauréat.

#### 2017 - Premier titre ATP et première victoire sur unno1mondial
Au Masters de Miami, Borna Ćorić passe difficilement Marcel Granollers (7-66, 4-6, 6-3), puis le 8e mondial, Dominic Thiem (6-1, 7-5) qui perd ses nerfs dans des conditions météorologiques particulières. Il perd ensuite contre Adrian Mannarino en trois manches au tour suivant.
En avril, il remporte son premier titre ATP au Grand Prix Hassan II en battant en finale Philipp Kohlschreiber (5-7, 7-63, 7-5) après avoir sauvé cinq balles de match en fin de deuxième manche. Il a également battu Diego Schwartzman, le local Reda El Amrani (6-2, 3-6, 7-65) dans un match compliqué, puis la tête de série numéro 2, Albert Ramos-Viñolas (4-6, 6-4, 6-4) et enfin Jiří Veselý en demie.
Début mai, au Masters de Madrid, alors lucky loser, il vainc Mischa Zverev (6-3, 7-65), puis le qualifié Pierre-Hugues Herbert (7-5, 6-4), avant de réaliser une grosse performance en battant pour la première fois un no 1 mondial, l'Écossais Andy Murray (6-3, 6-3) dans un match à sens unique de 1 h 24 de jeu. Il perd ensuite sèchement (1-6, 4-6) contre le 9e mondial et futur finaliste Dominic Thiem.

#### 2018 - Première finale en Masters 1000 à Shanghai, titre en ATP 500 à Halle et victoire en Coupe Davis
Au Masters d'Indian Wells, Borna Ćorić réalise sa première grosse performance dans un tournoi de cette catégorie en atteignant les demi-finales après des victoires expéditives sur Donald Young, Albert Ramos-Viñolas et Roberto Bautista-Agut. Avant de vaincre dans des rencontres accrochées contre Taylor Fritz (6-2, 66-7, 6-4), et le 9e mondial Kevin Anderson (2-6, 6-4, 7-63) après 2 h 22 de jeu. Son parcours s'arrête aux portes de la finale contre le nouveau no 1 mondial, Roger Federer (7-5, 4-6, 4-6) lors d'une bataille de 2 h 20 en ayant pourtant mené 7-5, 4-2 dans le match,. Ce bon tournoi lui permet néanmoins de remonter à la 36e place mondiale. Sur sa lancée californienne, il atteint les quarts de finale au Masters de Miami en passant à chaque fois difficilement en trois manches serrées Leonardo Mayer, puis le 11e mondial, Jack Sock et Denis Shapovalov. Il s'incline finalement contre le futur finaliste Alexander Zverev (4-6, 4-6), alors 5e mondial en 1 h 24.
Sur terre battue européenne, il s'incline au 2e tour dans un match convaincant contre Novak Djokovic (62-7, 5-7) au Masters de Monte-Carlo. Puis au Masters de Madrid, il passe facilement Pablo Carreño Busta et Jan-Lennard Struff, avant de livrer un gros match contre le 7e mondial, Dominic Thiem (6-2, 65-7, 4-6) mais finit par s'incliner après presque deux heures et demie de jeu. Après ce match intéressant, il est coupé dans son élan, s'inclinant par abandon au premier tour du Masters de Rome face à Stéfanos Tsitsipás. Il revient à l'occasion de Roland-Garros où il est défait au troisième tour par Diego Schwartzman, une défaite malgré tout honorable face au seul joueur du tournoi qui parviendra à prendre un set à Rafael Nadal.
Après la saison sur terre battue, il aborde le gazon, surface sur laquelle il n'a que peu de références. Pour son entrée en lice à l'Open de Halle, il bat à la surprise générale le no 3 mondial Alexander Zverev, finaliste de l'édition 2016 et 2017. Il se défait ensuite de Nikoloz Basilashvili (6-4, 6-2) puis Andreas Seppi (7-5, 6-3) avant de bénéficier de l'abandon de Roberto Bautista-Agut lors du premier set de la demi-finale. Il atteint donc la finale sans avoir concédé le moindre set où il retrouve le tenant du titre et no 1 mondial, Roger Federer. Ćorić s'impose en finale en trois sets, avec deux breaks obtenus dans le troisième set (7-66, 3-6, 6-2) en 2 h 06 pour remporter son second titre ATP, le premier en catégorie ATP 500,. Il participe ensuite à Wimbledon où il s'incline dès le premier tour contre le Russe Daniil Medvedev en trois sets (66-7, 2-6, 2-6) secs.
Il revient sur de la terre battue au tournoi de Gstaad où il est tête de série numéro 3 et est exempté du premier tour ; il s'incline à son entrée face au Serbe Laslo Djere (4-6, 6-1, 1-6). Au Masters du Canada, il réussit à passer le premier tour en battant le Canadien Vasek Pospisil en deux sets (6-4, 6-3), mais il s'incline contre son compatriote Marin Čilić (3-6, 6-3, 1-6). Puis au Masters de Cincinnati, il prend sa revanche sur Medvedev en le battant sèchement (6-2, 6-3) mais s'incline ensuite face à Nick Kyrgios (61-7, 6-0, 3-6). Vient l'US Open où il se qualifie pour son premier huitième de finale en Grand Chelem. Pour cela, il bat coup sur coup Florian Mayer (6-2, 6-2, 5-7, 6-4), Roberto Carballés Baena (7-64, 6-2, 6-3) et de nouveau Medvedev (6-3, 7-5, 6-2) ; avant de se faire battre sèchement par le futur finaliste et no 3 mondial, Juan Martín del Potro (4-6, 3-6, 1-6) en deux heures. Il permet à son équipe de se qualifier pour la finale de Coupe Davis contre les États-Unis dans le 5e match face à Frances Tiafoe (60-7, 6-1, 611-7, 6-1, 6-3).
Ćorić se rend ensuite en Asie à Shenzhen où il s'incline dès son entrée face à Cameron Norrie (4-6, 68-7). Il se rend ensuite à Pékin où il s'incline à nouveau dès le premier tour face à Feliciano López (5-7, 7-5, 5-7). Puis au Masters de Shanghai, il s'impose dès son entrée contre Stanislas Wawrinka (4-6, 6-4, 6-3), puis bat Bradley Klahn (6-4, 6-2) et ensuite s'impose face au no 4 mondial, Juan Martín del Potro sur abandon après avoir remporté le premier set 7-5. Il se qualifie dans le dernier carré en battant la surprise du tournoi l'Australien Matthew Ebden (7-5, 6-4). Et en demi-finale, il crée la sensation en battant le no 2 mondial, Roger Federer (6-4, 6-4) en 1 h 14 de jeu et va chercher sa première finale en Masters 1000,. Il s'incline face au no 3 mondial, Novak Djokovic (3-6, 4-6) en 1 h 36 malgré un niveau de jeu constant pour le Croate,.
Il reprend sa saison à Vienne en indoor où il s'impose au premier tour contre Albert Ramos-Viñolas (65-7, 6-0, 6-4), puis bat le Français Lucas Pouille (4-6, 6-0, 6-4) mais s'incline sur abandon contre Kevin Anderson après avoir perdu le premier set. Il arrive au Masters de Paris-Bercy avec un statut d'outsider et il se qualifie pour les huitièmes de finale en battant Daniil Medvedev (6-4, 6-4) mais il s'incline contre l'Autrichien Dominic Thiem lors d'un match très accroché (7-63, 2-6, 5-7) après deux heures et demi de jeu.
Il est appelé par son équipe nationale pour jouer la finale de la Coupe Davis contre la France, il remporte son premier match contre Jérémy Chardy (6-2, 7-5, 6-4) et permet à son équipe de remporter la Coupe Davis. Après ces belles performances et une régularité plus constante, Borna Ćorić termine l'année à la 12e place mondiale.

### Confirmation légère et difficulté à changer de statut

#### 2019. Bon début de saison mais sortie du top 20
Borna Ćorić commence la saison 2019 directement par l'Open d'Australie en tant que tête de série numéro 11. Il passe sans encombre ses premiers tours sans perdre un set face à Steve Darcis et Márton Fucsovics, puis se qualifie pour les huitièmes de finale après sa victoire (2-6, 6-3, 6-4, 6-3) sur Filip Krajinović. Il s'incline face à la tête de série numéro 28, le Français Lucas Pouille (7-64, 4-6, 5-7, 62-7) en 3 h 15 de jeu après avoir remporté le premier set.
En février au tournoi de Dubaï, Ćorić se qualifie pour le dernier carré après des rencontres compliquées, chacune conclue dans le tie-break de la 3e manche, face à Jiří Veselý, Tomáš Berdych et Nikoloz Basilashvili. Il fait face à ce stade à Roger Federer, contre lequel reste sur deux victoires consécutives. Il s'incline cependant sèchement (2-6, 2-6) en seulement 1 h 07 de jeu. En mars au Masters de Miami, il commence par des matchs compliqués en trois sets face à Roberto Carballés Baena, puis Jérémy Chardy et Nick Kyrgios pour arriver en quart de finale. Il s'incline en 1 h 48 de jeu contre le jeune qualifié de 18 ans, le Canadien Félix Auger-Aliassime (63-7, 2-6).
Sur terre battue pour le premier tournoi sur la surface, il participe au Masters de Monte-Carlo. Il se sort de deux rencontres compliquées face à Hubert Hurkacz (6-4, 5-7, 7-5) après deux heures et demie de jeu et l'Espagnol Jaume Munar (63-7, 7-67, 6-4) après plus de trois heures de combat acharné et en écartant des balles de match. Il domine en deux manches le Français Pierre-Hugues Herbert pour arriver en quart de finale. Après deux heures de match, il s'incline (6-1, 3-6, 2-6) contre le futur lauréat, l'Italien Fabio Fognini, après avoir pourtant mené 6-1, 2-0.
Quart de finaliste au tournoi sur terre battue de Budapest (ATP 250), battu par le Serbe Filip Krajinović, Borna Ćorić est éliminé d'entrée au Masters 1000 de Madrid par le Français Lucas Pouille (6-3 7-5). En mai, Borna Ćorić (tête de série no 13) atteint les huitièmes de finale au Masters 1000 de Rome avec des victoires sur le Canadien Félix Auger-Aliassime et le Britannique Cameron Norrie. Il perd ensuite contre Roger Federer (2-6, 6-4, 7-6).
Classé 15e mondial et tête de série no 13 quand il se présente à Roland-Garros, il bat au premier tour le Slovène 95e mondial Aljaž Bedene en quatre sets (6-1, 64-7, 6-4, 6-4), au deuxième tour le Sud-Africain 90e mondial Lloyd Harris en trois sets (6-2, 6-3, 7-62), puis est éliminé au troisième tour par l'Allemand 45e mondial, Jan-Lennard Struff, en cinq sets très disputés (6-4, 1-6, 6-4, 61-7, 9-11).
Borna Ćorić entame la saison sur gazon aux Pays-Bas à Bois-le-Duc (ATP 250). D'abord victorieux contre l'Américain Taylor Fritz, puis contre le Chilien Cristian Garín en quart de finale, il s'incline en demi-finale face au Français et futur vainqueur du tournoi Adrian Mannarino. Dans le tournoi suivant à Halle (ATP 500), Borna Ćorić abandonne en quart de finale face au Français Pierre-Hugues Herbert après la perte du premier set.
De retour sur terre battue à Umag (ATP 250), Borna Ćorić est battu d'entrée par l'Italien Salvatore Caruso. Au mois d'août, au Masters 1000 de Montréal, Borna Ćorić passe un tour face à l'Allemand Peter Gojowczyk puis perd au deuxième contre le Français Adrian Mannarino. Puis au Masters 1000 de Cincinnati, il est battu dès le premier tour par l'Américain Reilly Opelka. À l'US Open, Borna Ćorić est battu au deuxième tour par le Bulgare Grigor Dimitrov après une victoire face au modeste joueur russe Evgeny Donskoy.
La saison 2019 de Borna Ćorić reprend fin septembre en indoor à Saint-Pétersbourg. Le Croate élimine successivement le Hongrois Márton Fucsovics, le Norvégien Casper Ruud et le Portugais João Sousa pour enfin se hisser jusqu'en finale, perdue contre le Russe Daniil Medvedev (6-3, 6-1).
En Chine à Zhuhai, sur surface dure en extérieur, Borna Ćorić bat le Chinois Wu Di et perd en quart de finale contre l'Australien et futur vainqueur de l'épreuve Alex de Minaur. La fin de la saison 2019 n'est pas plus glorieuse puisque le joueur croate aligne quatre défaites consécutives aux premiers tours des tournois de Tokyo (ATP 500 sur dur en extérieur), de Shanghai (Masters 1000 sur dur en extérieur), de Vienne (ATP 500 en indoor) et de Paris-Bercy (Masters 1000 en indoor). Ses vainqueurs sont alors respectivement le Japonais Taro Daniel, le Russe Andrey Rublev, le Russe Mikhail Kukushkin et l'Espagnol Fernando Verdasco.
A l'issue de la saison 2019, Borna Ćorić pointe à la 28e place du classement mondial.

#### 2020. Premier 1/4 de finale en Grand Chelem et finale à Saint-Pétersbourg
La saison 2020 de Borna Ćorić commence en Australie à l'ATP Cup dont il s'agit de la première édition. Dans cette compétition disputée avec son équipe nationale, le Croate s'impose face à l'Autrichien Dominic Thiem mais perd contre le Polonais Hubert Hurkacz et l'Argentin Diego Schwartzman. Borna Ćorić perd au premier tour de l'Open d'Australie contre l'Américain Sam Querrey mais, revenu sur terre battue à l'ATP 500 de Rio, il va jusqu'en demi-finale et compte des victoires successives sur l'Argentin Juan Ignacio Londero, le Brésilien Thiago Seyboth Wild et le Bosnien Damir Džumhur. Il est enfin battu par le Chilien Cristian Garín en deux sets (6-4, 7-5).
Durant l'été, au Masters 1000 de Cincinnati, Borna Ćorić passe un tour face au Français Benoît Paire puis s'incline contre le Belge David Goffin. À l'US Open, Borna Ćorić passe quatre tours en battant successivement l'Espagnol Pablo Andujar, l'Argentin Juan Ignacio Londero, le Grec Stéfanos Tsitsipás et l'Australien Jordan Thompson puis il est arrêté en quart de finale par l'Allemand Alexander Zverev.
En septembre, il atteint le deuxième tour sur terre battue au Masters 1000 de Rome, où il est battu par l'Italien Stefano Travaglia. Puis à Roland-Garros, qui se tient cette année-là entre le 27 septembre et le 11 octobre, il est éliminé au premier tour par le Slovaque Norbert Gombos. Borna Ćorić poursuit sa saison au tournoi indoor ATP 500 de Saint-Pétersbourg. Il y bat l'Espagnol Feliciano López, le Russe Roman Safiullin, l'Américain Reilly Opelka, le Canadien Milos Raonic puis perd en finale contre le Russe Andrey Rublev (7-5, 6-4).
Mi-octobre, au tournoi indoor ATP 500 de Vienne, Borna Ćorić se défait de l'Américain Taylor Fritz puis il subit la loi de Novak Djokovic au deuxième tour. Il termine sa saison au Masters 1000 de Paris-Bercy par une victoire sur le Hongrois Márton Fucsovics avant de perdre au deuxième tour contre l'Australien Jordan Thompson.

#### 2021. Opération de l'épaule
Borna Ćorić entame la saison 2021 au deuxième tournoi qui se tient à Melbourne (Murray River Open) en janvier. Il remporte ses matchs face à Emil Ruusuvuori et Nick Kyrgios pour atteindre les quarts de finale où il est battu par le Britannique Daniel Evans. À l'Open d'Australie, il bat l'Argentin Guido Pella puis ne passe pas le second tour face à l'Américain Mackenzie McDonald. Début mars au tournoi ATP 500 indoor de Rotterdam, il se défait du Néerlandais Botic van de Zandschulp, du Serbe Dušan Lajović et du Japonais Kei Nishikori pour atteindre les demi-finales, où il est battu par le Hongrois Márton Fucsovics.
Le 20 mai 2021, Borna Ćorić annonce sur Instagram avoir subi une intervention chirurgicale à l'épaule droite qui s'est déroulée deux jours auparavant à New‐York.

#### 2022. Retour au premier plan et1ertitre en Masters 1000 à Cincinnati
Borna Ćorić fait un retour à la compétition au Masters d'Indian Wells, presque dix mois après son opération chirurgicale de l'épaule. Il s'incline au premier tour face à l'Espagnol Alejandro Davidovich Fokina. Au Masters 1000 de Miami, il perd contre Alexander Zverev au second tour après avoir battu Fernando Verdasco. Il ne remporte ensuite aucun des matchs qu'il dispute dans les Masters 1000 suivants à Monte-Carlo, Madrid et Rome. À Roland-Garros, il passe un tour puis s'incline face à Grigor Dimitrov.
En juin, il remporte le tournoi Challenger de Parme sur terre battue, avec des victoires contre Dušan Lajović et Elias Ymer. Il fait l'impasse sur le tournoi de Wimbledon puis atteint les quarts de finale au tournoi ATP 500 de Hambourg sur terre battue, mi-juillet, où il perd en abandonnant contre Alex Molčan. 
Borna Ćorić signe ensuite la plus belle performance de sa carrière en s'imposant mi-août au Masters 1000 de Cincinnati. Il démarre son parcours par une victoire sur l'Italien Lorenzo Musetti, puis s'offre la tête de série numéro 2 du tournoi, l'Espagnol Rafael Nadal (7-69, 4-6, 6-3), et confirme en battant facilement (6-2, 6-3) un autre Espagnol, Roberto Bautista-Agut pour filer en quart de finale. Ćorić sort la tête de série numéro 7, Félix Auger-Aliassime (6-4, 6-4) sans trembler, et poursuit son incroyable parcours en battant la tête de série numéro 9, Cameron Norrie (6-3, 6-4) pour participer à sa deuxième finale de Masters 1000 après celle de Shanghai en 2018. Il remporte la finale contre la tête de série numéro 4, Stéfanos Tsitsipás (7-60, 6-2) en 1 h 57 de jeu et remporte son titre le plus important,. Alors classé 152e à l'ATP, la victoire à Cincinnati lui permet de réintégrer le top 30. 
À l'US Open, Borna Ćorić passe un tour avant d'être battu par l'Américain Jenson Brooksby en trois sets.
Début octobre, il atteint les quarts de finale sur dur à Tokyo où il est battu par Denis Shapovalov. 
Fin octobre, il atteint les demi-finales du tournoi de Vienne en battant le Français qualifié Quentin Halys (3-6, 7-5, 6-3) et le Grec tête de série numéro deux Stéfanos Tsitsipás, pour la deuxième fois de l'année au terme d'un combat serré (4-6, 6-4, 7-64) puis élimine dans un autre match accroché le Polonais Hubert Hurkacz (6-4, 62-7, 7-65). Il s'incline en demi-finale contre le Canadien Denis Shapovalov (64-7, 0-6).

#### 2023. Demi-finale à Madrid, quart à Rome et victoire en Hopman Cup
Borna Ćorić entame sa saison 2023 par deux victoires dans la compétition par équipe nationale United Cup, qui a lieu en Australie, face à l'Argentin Francisco Cerúndolo et le Français Arthur Rinderknech puis par une défaite contre Stéfanos Tsitsipás après deux heures et demi de jeu, en enregistrant la perte du premier set sur le score de 6-0. À l'Open d'Australie qui suit, il est battu d'entrée par le Tchèque Jiří Lehečka en trois sets (3-6, 3-6, 3-6).
Début février, au tournoi indoor ATP 250 de Montpellier, Borna Ćorić se défait du Français Arthur Rinderknech, se qualifie pour les quarts de finale mais s'incline face à l'Américain Maxime Cressy, futur vainqueur du tournoi. En extérieur sur dur, au tournoi ATP 500 de Dubaï, Borna Ćorić est de nouveau quart de finaliste. Il perd contre le Russe Daniil Medvedev (3-6, 2-6), vainqueur quelques jours plus tard de son troisième titre en trois semaines, après avoir éliminé le Britannique Daniel Evans et l'Australien Thanasi Kokkinakis. En mars et avril, Borna Ćorić enchaîne quatre défaites consécutives au premier tour aux Masters 1000 d'Indian Wells, de Miami, de Monte-Carlo et à Banja Luka en catégorie ATP 250 contre respectivement le Slovaque Alex Molčan, l'Américain Christopher Eubanks, le Chilien Nicolás Jarry et le Serbe Laslo Djere.
Début mai, Borna Ćorić atteint les demi-finales du Masters de Madrid en éliminant le Français Hugo Gaston (6-3, 6-3), le Polonais Hubert Hurkacz (7-63, 6-3), le local Alejandro Davidovich Fokina (65-7, 6-3, 7-65) dans une rencontre marathon et l'Allemand Daniel Altmaier (6-3, 6-3). Il est battu par le numéro deux mondial et tenant du titre Carlos Alcaraz (4-6, 3-6). À Rome la semaine suivante, il se défait du Brésilien Thiago Monteiro (4-6, 7-68, 7-65) et de l'Espagnol Roberto Carballés Baena (7-63, 6-1) puis du Hongrois Fábián Marozsán, tombeur du numéro un mondial Carlos Alcaraz (3-6, 6-4, 6-3). Il parvient donc en quarts de finale où il s'incline face au Grec Stéfanos Tsitsipás, finaliste l'année précédente (3-6, 4-6).
Aligné à Roland-Garros, il parvient pour la cinquième fois de sa carrière au troisième tour après des victoires compliquées contre deux Argentins, Federico Coria (7-63, 65-7, 6-3, 6-3) et Pedro Cachín (6-3, 4-6, 4-6, 6-3, 6-4). Il échoue à rejoindre la deuxième semaine en perdant un match contre un troisième Argentin, Tomás Martín Etcheverry (3-6, 65-7, 2-6), novice à ce niveau en près de trois heures.
Sa saison sur gazon se solde par trois défaites en autant de matchs, face à l'Américain Mackenzie McDonald (4-6, 4-6) à Bois-le-Duc, contre le fantasque Kazakh Alexander Bublik (3-6, 1-6) vainqueur à Halle et contre l'Argentin Guido Pella à Wimbledon pour sa première participation au tournoi londonien depuis 2018 (3-6, 5-7, 6-4, 6-3, 1-6).
Il remporte la Hopman Cup édition 2023 avec sa compatriote Donna Vekić qui revient après quatre ans d'absence et se déroulant à Nice du 19 au 23 juillet.
Début août il gagne deux matchs à Los Cabos contre le Taïwanais Jason Jung (6-1, 6-2) et le Biélorusse Ilya Ivashka (6-3, 6-4) mais s'incline en demi-finale contre le futur vainqueur, Stéfanos Tsitsipás (3-6, 2-6), cinquième joueur mondial. Au Masters du Canada, il s'incline dès le premier tour contre le repêché Aleksandar Vukic (2-6, 3-6), préparant de mauvaise manière la défense de son titre à Cincinnati. Il bat lors du tournoi américain le local Sebastian Korda (7-6, 6-4) mais s'incline au tour suivant contre le Polonais Hubert Hurkacz (7-5, 3-6, 3-6) qui sera demi-finaliste du tournoi et chute alors à la 29e place au classement ATP.

#### 2024. Finale à Montpellier
Tête de série numéro quatre à Montpellier, il sort sans difficulté les Méditerranéens Pedro Martínez (6-4, 6-0) et Flavio Cobolli (6-3, 6-4) ainsi que le jeune numéro sept mondial Holger Rune sur abandon (6-3, 4-1 ab.), sa première victoire sur un Top 10 depuis un an et demi. Il joue le fantasque Kazakh Alexander Bublik en finale et se fait renverser par ce dernier (7-5, 2-6, 3-6). Il s'agit néanmoins de sa première finale depuis près de deux ans et de sa neuvième finale sur le circuit ATP en carrière.

#### 2025. Quatre titres en Challenger
Il remporte les tournois de Lugano , Thionville, Zadar et Aix en Provence.

## Palmarès

### Titres en simple messieurs
| No | Date       | Nom et lieu du tournoi              | Catégorie    | Dotation    | Surface      | Finaliste             | Score          |          |
| -- | ---------- | ----------------------------------- | ------------ | ----------- | ------------ | --------------------- | -------------- | -------- |
| 1  | 10-04-2017 | Grand-Prix Hassan II, Marrakech     | ATP 250      | 482 060 €   | Terre (ext.) | Philipp Kohlschreiber | 5-7, 7-63, 7-5 | Parcours |
| 2  | 18-06-2018 | Gerry Weber Open, Halle             | ATP 500      | 1 983 595 € | Gazon (ext.) | Roger Federer         | 7-66, 3-6, 6-2 | Parcours |
| 3  | 14-08-2022 | Western & Southern Open, Cincinnati | Masters 1000 | 6 280 880 $ | Dur (ext.)   | Stéfanos Tsitsipás    | 7-60, 6-2      | Parcours |

### Finales en simple messieurs
| No | Date       | Nom et lieu du tournoi                 | Catégorie    | Dotation    | Surface      | Vainqueur          | Score         |          |
| -- | ---------- | -------------------------------------- | ------------ | ----------- | ------------ | ------------------ | ------------- | -------- |
| 1  | 04-01-2016 | Aircel Chennai Open, Chennai           | ATP 250      | 425 535 $   | Dur (ext.)   | Stanislas Wawrinka | 6-3, 7-5      | Parcours |
| 2  | 04-04-2016 | Grand-Prix Hassan II, Marrakech        | ATP 250      | 463 520 €   | Terre (ext.) | Federico Delbonis  | 6-2, 6-4      | Parcours |
| 3  | 07-10-2018 | Rolex Shanghai Masters, Shanghai       | Masters 1000 | 7 086 700 $ | Dur (ext.)   | Novak Djokovic     | 6-3, 6-4      | Parcours |
| 4  | 16-09-2019 | St. Petersburg Open, Saint-Pétersbourg | ATP 250      | 1 180 000 $ | Dur (int.)   | Daniil Medvedev    | 6-3, 6-1      | Parcours |
| 5  | 12-10-2020 | St. Petersburg Open, Saint-Pétersbourg | ATP 500      | 1 243 790 $ | Dur (int.)   | Andrey Rublev      | 7-65, 6-4     | Parcours |
| 6  | 29-01-2024 | Open Sud de France, Montpellier        | ATP 250      | 579 320 €   | Dur (int.)   | Alexander Bublik   | 5-7, 6-2, 6-3 | Parcours |

### Titre en double mixte
| No | Date       | Nom et lieu du tournoi | Catégorie                  | Dotation | Surface      | Partenaire  | Finalistes                | Score        |          |
| -- | ---------- | ---------------------- | -------------------------- | -------- | ------------ | ----------- | ------------------------- | ------------ | -------- |
| 1  | 19-07-2023 | Hopman Cup XXXII Nice  | Compétition par équipe ITF | NC $     | Terre (ext.) | Donna Vekić | Céline Naef Leandro Riedi | 2 matchs à 0 | Parcours |

## Parcours dans les tournois duGrand Chelem

### En simple
| Année | Open d'Australie | Open d'Australie   | Internationaux de France | Internationaux de France | Wimbledon       | Wimbledon       | US Open         | US Open          |
| ----- | ---------------- | ------------------ | ------------------------ | ------------------------ | --------------- | --------------- | --------------- | ---------------- |
| 2014  | —                | —                  | —                        | —                        | Q1              | P.-H. Herbert   | 2e tour (1/32)  | Víctor Estrella  |
| 2015  | 1er tour (1/64)  | Jérémy Chardy      | 3e tour (1/16)           | Jack Sock                | 2e tour (1/32)  | Andreas Seppi   | 1er tour (1/64) | Rafael Nadal     |
| 2016  | 1er tour (1/64)  | A. Ramos-Viñolas   | 3e tour (1/16)           | R. Bautista-Agut         | 1er tour (1/64) | Ivo Karlović    | 1er tour (1/64) | Feliciano López  |
| 2017  | 1er tour (1/64)  | A. Dolgopolov      | 2e tour (1/32)           | Steve Johnson            | 1er tour (1/64) | Ryan Harrison   | 3e tour (1/16)  | Kevin Anderson   |
| 2018  | 1er tour (1/64)  | John Millman       | 3e tour (1/16)           | D. Schwartzman           | 1er tour (1/64) | Daniil Medvedev | 1/8 de finale   | J. M. del Potro  |
| 2019  | 1/8 de finale    | Lucas Pouille      | 3e tour (1/16)           | J.-L. Struff             | —               | —               | 2e tour (1/32)  | Forfait          |
| 2020  | 1er tour (1/64)  | Sam Querrey        | 1er tour (1/64)          | Norbert Gombos           | Annulé          | Annulé          | 1/4 de finale   | Alexander Zverev |
| 2021  | 2e tour (1/32)   | Mackenzie McDonald | —                        | —                        | —               | —               | —               | —                |
| 2022  | —                | —                  | 2e tour (1/32)           | Grigor Dimitrov          | —               | —               | 2e tour (1/32)  | Jenson Brooksby  |
| 2023  | 1er tour (1/64)  | Jiří Lehečka       | 3e tour (1/16)           | T. M. Etcheverry         | 1er tour (1/64) | Guido Pella     | 1er tour (1/64) | Sebastián Báez   |
| 2024  | 1er tour (1/64)  | Frances Tiafoe     | 1er tour (1/64)          | Richard Gasquet          | 2e tour (1/32)  | Frances Tiafoe  | 1er tour (1/64) | Adrian Mannarino |
| 2025  | 1er tour (1/64)  | Cristian Garín     | Q1                       | Titouan Droguet          | —               | —               |                 |                  |

N.B. : à droite du résultat se trouve le nom de l'ultime adversaire.

## Parcours dans lesMasters 1000
| Année | Indian Wells           | Miami                   | Monte-Carlo               | Madrid                 | Rome                       | Canada                | Cincinnati               | Shanghai           | Paris                  |
| ----- | ---------------------- | ----------------------- | ------------------------- | ---------------------- | -------------------------- | --------------------- | ------------------------ | ------------------ | ---------------------- |
| 2015  | 2e tour B. Tomic       | 2e tour D. Goffin       | 1er tour A. Dolgopolov    | —                      | —                          | 1er tour J.-W. Tsonga | 2e tour S. Wawrinka      | 2e tour M. Čilić   | 2e tour A. Murray      |
| 2016  | 3e tour T. Berdych     | 1er tour D. Istomin     | 1er tour P. Kohlschreiber | 2e tour N. Djokovic    | 1er tour M. Kukushkin      | 2e tour T. Berdych    | 1/4 de finale M. Čilić   | —                  | —                      |
| 2017  | 1er tour H. Laaksonen  | 3e tour A. Mannarino    | 1er tour J. Chardy        | 1/4 de finale D. Thiem | —                          | 2e tour R. Nadal      | 1er tour N. Basilashvili | —                  | 2e tour M. Čilić       |
| 2018  | 1/2 finale R. Federer  | 1/4 de finale A. Zverev | 2e tour N. Djokovic       | 1/8 de finale D. Thiem | 1er tour S. Tsitsipás      | 2e tour M. Čilić      | 2e tour N. Kyrgios       | Finale N. Djokovic | 1/8 de finale D. Thiem |
| 2019  | 2e tour I. Karlović    | 1/4 de finale F. Auger  | 1/4 de finale F. Fognini  | 1er tour L. Pouille    | 1/8 de finale R. Federer   | 2e tour A. Mannarino  | 1er tour R. Opelka       | 1er tour A. Rublev | 1er tour F. Verdasco   |
| 2020  | n.o.                   | n.o.                    | n.o.                      | n.o.                   | 2e tour S. Travaglia       | n.o.                  | 2e tour D. Goffin        | n.o.               | 2e tour J. Thompson    |
|       |                        |                         |                           |                        |                            |                       |                          |                    |                        |
| 2022  | 1er tour A. Davidovich | 2e tour A. Zverev       | 1er tour J. Sinner        | 1er tour D. Lajović    | 1er tour L. Djere          | 1er tour M. Čilić     | Victoire S. Tsitsipás    | n.o.               | 1er tour C. Moutet     |
| 2023  | 2e tour A. Molčan      | 2e tour C. Eubanks      | 1er tour N. Jarry         | 1/2 finale C. Alcaraz  | 1/4 de finale S. Tsitsipás | 1er tour A. Vukic     | 2e tour H. Hurkacz       | —                  | —                      |
| 2024  | 2e tour J.-L. Struff   | —                       | 2e tour J.-L. Struff      | 2e tour A. Zverev      | 1er tour J. Draper         | 2e tour J. Sinner     | —                        | —                  | —                      |
| 2025  | —                      | —                       | —                         | 1er tour M. Arnaldi    | —                          | 1er tour M. Gigante   | 1er tour E. Nava         |                    |                        |

N.B. : sous le résultat se trouve le nom de l’ultime adversaire.

## Confrontations avec ses principaux adversaires
Confrontations lors des différents tournois ATP et en Coupe Davis avec ses principaux adversaires (5 confrontations minimum et avoir été membre du top 10). Classement par pourcentage de victoires. Situation au 27 janvier 2025 :
Les joueurs retraités sont en gris.
| Joueur                | Meilleur classement | Confrontations | Victoires | Défaites | Pourcentage de victoires | Dernière confrontation                                 |
| --------------------- | ------------------- | -------------- | --------- | -------- | ------------------------ | ------------------------------------------------------ |
| Marin Čilić           | 3                   | 8              | 0         | 8        | 0                        | défaite (3-6, 2-6) au Masters du Canada 2022           |
| David Goffin          | 7                   | 5              | 0         | 5        | 0                        | défaite (66-7, 4-6) au Masters de Cincinnati 2020      |
| Kevin Anderson        | 5                   | 5              | 1         | 4        | 20                       | défaite (62-7, 2-1 ab.) au tournoi de Vienne 2018      |
| Roger Federer         | 1                   | 6              | 2         | 4        | 33,3                     | défaite (6-2, 4-6, 67-7) au Masters de Rome 2019       |
| Stéfanos Tsitsipás    | 3                   | 7              | 3         | 4        | 42,9                     | défaite (3-6, 2-6) au tournoi de Washington 2023       |
| Alexander Zverev      | 2                   | 7              | 3         | 4        | 42,9                     | défaite (3-6, 2-6) au Masters de Madrid 2024           |
| Dominic Thiem         | 3                   | 6              | 3         | 3        | 50                       | victoire (7-63, 6-2) à la Coupe Davis 2023             |
| Roberto Bautista-Agut | 9                   | 9              | 5         | 4        | 55,6                     | victoire (6-4, 7-64) à la Coupe Davis 2022             |
| Daniil Medvedev       | 1                   | 7              | 4         | 3        | 57,1                     | défaite (3-6, 2-6) au tournoi de Dubaï 2023            |
| Hubert Hurkacz        | 6                   | 5              | 3         | 2        | 60                       | défaite (7-5, 3-6, 3-6) au Masters de Cincinati 2023   |
| Rafael Nadal          | 1                   | 5              | 3         | 2        | 60                       | victoire (7-69, 4-6, 6-3) au Masters de Cincinati 2022 |
| Taylor Fritz          | 4                   | 5              | 4         | 1        | 80                       | défaite (3-6, 2-6) à l'United Cup 2025                 |

## Victoires sur le top 10
Toutes ses victoires sur des joueurs classés dans le top 10 de l'ATP lors de la rencontre.
| Légende                        |
| Grand Chelem                   |
| Masters                        |
| Jeux olympiques                |
| Masters 1000                   |
| 500 Series                     |
| 250 Series                     |
| Coupe Davis ATP Cup United Cup |

| #  | B.Ć.   | Tournoi      | Année | Surface      | Adversaire            | Rang  | Tour   | Score                     |
| -- | ------ | ------------ | ----- | ------------ | --------------------- | ----- | ------ | ------------------------- |
| 1  | no 124 | Bâle         | 2014  | Dur (int.)   | Rafael Nadal          | no 3  | 1/4    | 6-2, 7-64                 |
| 2  | no 84  | Dubaï        | 2015  | Dur          | Andy Murray           | no 3  | 1/4    | 6-1, 6-3                  |
| 3  | no 49  | Cincinnati   | 2016  | Dur          | Rafael Nadal          | no 5  | 1/8    | 6-1, 6-3                  |
| 4  | no 62  | Miami        | 2017  | Dur          | Dominic Thiem         | no 8  | 1/32   | 6-1, 7-5                  |
| 5  | no 59  | Madrid       | 2017  | Terre battue | Andy Murray           | no 1  | 1/8    | 6-3, 6-3                  |
| 6  | no 61  | US Open      | 2017  | Dur          | Alexander Zverev      | no 6  | 1/32   | 3-6, 7-5, 7-61, 7-64      |
| 7  | no 48  | Doha         | 2018  | Dur          | Pablo Carreño Busta   | no 10 | 1/16   | 5-7, 6-2, 7-68            |
| 8  | no 49  | Indian Wells | 2018  | Dur          | Kevin Anderson        | no 9  | 1/4    | 2-6, 6-4, 7-63            |
| 9  | no 34  | Halle        | 2018  | Gazon        | Alexander Zverev      | no 3  | 1/16   | 6-1, 6-4                  |
| 10 | no 34  | Halle        | 2018  | Gazon        | Roger Federer         | no 1  | Finale | 7-66, 3-6, 6-2            |
| 11 | no 19  | Shanghai     | 2018  | Dur          | Juan Martín del Potro | no 4  | 1/8    | 7-5 ab.                   |
| 12 | no 19  | Shanghai     | 2018  | Dur          | Roger Federer         | no 2  | 1/2    | 6-4, 6-4                  |
| 13 | no 28  | ATP Cup      | 2020  | Dur          | Dominic Thiem         | no 4  | Poules | 7-64, 2-6, 6-3            |
| 14 | no 32  | US Open      | 2020  | Dur          | Stéfanos Tsitsipás    | no 6  | 1/16   | 62-7, 6-4, 4-6, 7-5, 7-64 |
| 15 | no 152 | Cincinnati   | 2022  | Dur          | Rafael Nadal          | no 3  | 1/16   | 7-69, 4-6, 6-3            |
| 16 | no 152 | Cincinnati   | 2022  | Dur          | Félix Auger-Aliassime | no 9  | 1/4    | 6-4, 6-4                  |
| 17 | no 152 | Cincinnati   | 2022  | Dur          | Stéfanos Tsitsipás    | no 7  | Finale | 7-60, 6-2                 |
| 18 | no 27  | Vienne       | 2022  | Dur (int.)   | Stéfanos Tsitsipás    | no 5  | 1/8    | 4-6, 6-4, 7-64            |
| 19 | no 37  | Montpellier  | 2024  | Dur (int.)   | Holger Rune           | no 7  | 1/2    | 6-3, 4-1 ab.              |

## Classements ATP en fin de saison
| Année          | 2012 | 2013 | 2014 | 2015 | 2016 | 2017 | 2018 | 2019 | 2020 | 2021 | 2022 | 2023 | 2024 |
| Rang en simple | 1305 | 367  | 91   | 44   | 48   | 48   | 12   | 28   | 24   | 73   | 26   | 37   | 90   |
| Rang en double | –    | 830  | 775  | –    | 421  | –    | 782  | –    | –    | –    | –    | –    | –    |

Source : (en) Classements de Borna Ćorić sur le site officiel de la Fédération internationale de tennis